# Grotte de Pálvölgy
La grotte de Pálvölgy ([ˈpaːlvølɟ], en hongrois : Pál-völgyi-cseppkőbarlang, littéralement « grotte à stalactites de Pálvölgy ») est une cavité souterraine et une réserve naturelle, située dans le 2e arrondissement de Budapest, dont le périmètre est géré par le parc national Duna-Ipoly. L'aire de protection s'étend à la grotte et à ses abords.
En 2011, des chercheurs ont découvert les voies qui connectaient entre eux les réseaux de grottes de Pálvölgy-Mátyás-hegy et de Harcsaszájú-Hideg-lyuk. Son développement total de 29 kilomètres fait du réseau de grottes de Szépvölgy (nom temporaire) le plus vaste réseau de grottes de Hongrie, plus vaste encore que le réseau Baradla-Domica.